# Emil Grünig
Emil Grünig (ur. 26 lipca 1915 w Krattigen, zm. 25 października 1994 w Kriens) – szwajcarski strzelec sportowy. Złoty medalista olimpijski z Londynu.
Zawody w 1948 były jego jedynymi igrzyskami olimpijskimi i triumfował w karabinie dowolnym w 3 postawach na dystansie 300 m. Na mistrzostwach świata zdobył w latach 1937-1952 osiem złotych, siedem srebrnych i dziewięć brązowych medali w różnych konkurencjach.